# Municipio de Clam Union
El municipio de Clam Union (en inglés: Clam Union Township) es un municipio ubicado en el condado de Missaukee en el estado estadounidense de Míchigan. En el año 2010 tenía una población de 882 habitantes y una densidad poblacional de 9,46 personas por km².

## Geografía
El municipio de Clam Union se encuentra ubicado en las coordenadas 44°12′43″N 85°1′33″O / 44.21194, -85.02583. Según la Oficina del Censo de los Estados Unidos, el municipio tiene una superficie total de 93.24 km², de la cual 92,17 km² corresponden a tierra firme y (1,15 %) 1,07 km² es agua.

## Demografía
Según el censo de 2010, había 882 personas residiendo en el municipio de Clam Union. La densidad de población era de 9,46 hab./km². De los 882 habitantes, el municipio de Clam Union estaba compuesto por el 97,05 % blancos, el 0,11 % eran afroamericanos, el 0,23 % eran amerindios, el 0,23 % eran asiáticos, el 1,13 % eran de otras razas y el 1,25 % eran de una mezcla de razas. Del total de la población el 3,51 % eran hispanos o latinos de cualquier raza.